# Башнефть-Уфанефтехим
«Башнефть-Уфанефтехим» — російська нафтопереробна компанія на базі однойменного НПЗ, який знаходиться в місті Уфа. Обсяг нафтопереробки сягає 6 млн т. в рік (3 % від загальноросійського обсягу).

## Продукція
Завод виробляє майже 60 найменувань продукції, серед яких — бензин, мазут, авіаційне паливо, гази в рідкому стані, ароматичні вуглеводи.

## Історія
Підприємство засноване в листопаді 1957 року як Черніковскій нафтопереробний завод.
В 1962 році завод був перейменований в Уфимський нафтопереробний завод імені XXII з'їзду КПРС.
В 1993 році підприємство стало акціонерним й отримало назву «Уфанефтехим».